# ژینت لوکلر
ژینت لوکلر (فرانسوی: Ginette Leclerc‎؛‏ ۹ فوریهٔ ۱۹۱۲ – ۲ ژانویهٔ ۱۹۹۲) بازیگر اهل فرانسه بود. از فیلم‌هایی که در آنها نقش داشته‌است می‌توان به کلاغ، گوتو، جزیره عشق، پاپسی پاپ و خانه‌ای روی شن اشاره کرد.